# د باتم
د باتم (به هلندی: The Bottom) یک منطقهٔ مسکونی در هلند است که در سیبا واقع شده‌است. د باتم ۴۶۲ نفر جمعیت دارد.